# Вејлс (Висконсин)
Вејлс (енгл. Wales) град је у америчкој савезној држави Висконсин.

## Демографија
По попису из 2010. године број становника је 2.549, што је 26 (1,0%) становника више него 2000. године.
| Група             | 2000.         | 2010.         |
| Белци             | 2.470 (97,9%) | 2.460 (96,5%) |
| Афроамериканци    | 4 (0,2%)      | 9 (0,4%)      |
| Азијати           | 6 (0,2%)      | 14 (0,5%)     |
| Хиспаноамериканци | 26 (1,0%)     | 46 (1,8%)     |
| Укупно            | 2.523         | 2.549         |